# Vander Park
Vander Park is een woonblok in Moskou, Rusland. Het woonblok is ontworpen door het Nederlands architectenbureau de Architekten Cie. en het lokale bureau APEX. Met de bouw werd in 2015 begonnen en het woonblok werd in 2018 opgeleverd.
Het ensemble bestaat uit acht torens die onderling zijn verbonden doordat deze gebouwd zijn op een 6 meter hoge sokkel